# Кананговое масло
Кананговое масло — эфирное масло, содержится в цветках дерева иланг-иланг (Cananga odorata (Lam.) Hook.f. & Thomson), произрастающего на Яве, Реюньоне, Мадагаскаре, на Филиппинских и Коморских островах.
Кананговое масло считается низшим сортом по сравнению с эфирным маслом иланг-иланг.

## Свойства
Кананговое масло — подвижная светло-жёлтая или тёмно-жёлтая жидкость обладающая характерным цветочным запахом с оттенком древесины.
| {\displaystyle {\mbox{d}}_{20}^{20}} | {\displaystyle [{\mbox{n}}]_{\mbox{D}}^{20}} | {\displaystyle [\alpha ]_{\mbox{D}}^{20}} | Кислотное число | Эфирное число | ЛД50, г/кг                            |
| ------------------------------------ | -------------------------------------------- | ----------------------------------------- | --------------- | ------------- | ------------------------------------- |
| 0,906 — 0,923                        | 1,495 — 1,503                                | -15 — -30                                 | не выше 2       | 13 — 35       | > 5 крысы перорально, кролики на коже |

Растворимо в этаноле, бензилбензоате, диэтилфталате; нерастворимо в воде, пропиленгликоле и глицерине. Довольно устойчиво к слабым щелочам и кислотам.
Запах канангового масла близок к запаху иланг-илангового масла, но грубее.

## Состав и сорта
В состав масла входят те же компоненты, что содержатся в иланг-иланговом масле, но в других количествах. В нём больше сесквитерпеновых углеводородов, спиртов (например фарнезола) и сложных эфиров.

## Получение
Получают из свежих цветков путём отгонки с паром.
Основной производитель — Индонезия.

## Применение
Применяют как компонент отдушек для мыла и моющих средств. 